# Edra-CPFL Aris
O Edra-CPFL Aris é um carro elétrico do tipo utilitário, desenvolvido e fabricado no  Brasil, que visa atender às crescentes demandas por soluções de mobilidade sustentável, especialmente no contexto urbano. Lançado a partir de 2010, o Aris se destacou por ser um dos primeiros veículos totalmente elétricos pensados para o uso no Brasil, com foco em otimizar a logística de entregas urbanas, como aquelas realizadas pelos Correios para realização de entregas na cidade de Campinas a partir de 2010.
Este modelo de carro foi fruto de uma parceria entre a empresa Edra e a CPFL Energia, com o objetivo de contribuir para a redução das emissões de poluentes no ambiente urbano, ao mesmo tempo em que se busca modernizar as frotas de veículos utilizados para entregas em cidades. O Aris foi projetado especificamente para ser uma solução eficiente e ecológica em um cenário de crescente urbanização, onde a poluição e o congestionamento se tornam questões cada vez mais problemáticas

### Projeto e Conceito
O Aris é um veículo elétrico de porte pequeno, do tipo utilitário, com capacidade para realizar entregas em áreas urbanas. Seu design foi desenvolvido para atender às necessidades logísticas do transporte de cargas leves, sendo ideal para ambientes urbanos de alta densidade populacional. Seu modelo compacto e ágil permite que ele transite facilmente por ruas estreitas e áreas de tráfego intenso, além de ser totalmente movido a eletricidade, o que garante menores custos operacionais em comparação com veículos movidos a combustíveis fósseis (Estudo sobre o uso de veículos elétricos no Brasil, 2011).

### Testes e Aplicação Prática
A grande inovação do Aris foi a sua utilização em um teste real de entregas realizadas pelos Correios, no município de Campinas, a partir de 2010. Durante esse período, o veículo foi colocado à prova em condições cotidianas de trabalho, com a proposta de analisar sua viabilidade como alternativa sustentável para a entrega de correspondências e pacotes (Correios e a Logística de Entregas Sustentáveis, 2010).

### Desempenho e Resultados
Os testes mostraram que o Aris era capaz de operar de maneira eficiente em uma rota de entrega média, com autonomia suficiente para cumprir a maioria das tarefas cotidianas sem a necessidade de recarga frequente. Seu design simplificado, com baixa manutenção e custo operacional reduzido, contribuiu para que o modelo fosse considerado uma opção interessante para o futuro da logística urbana. No entanto, como qualquer tecnologia emergente, o Aris enfrentou desafios, como a limitação da autonomia de seus motores elétricos, algo que, embora adequado para operações urbanas de curta distância, exigiria mais avanços para atingir a confiabilidade necessária em operações mais longas ou de maior carga (Pesquisa sobre a viabilidade de veículos elétricos para logística urbana, 2012).

### Impacto e Legado
O projeto Edra-CPFL Aris representou um passo importante para o Brasil na implementação de soluções de mobilidade elétrica, uma vez que contribuiu para o debate sobre como os veículos elétricos poderiam ser utilizados em aplicações práticas, como o transporte de cargas urbanas e as entregas. A viabilidade dos carros elétricos para este tipo de serviço não só ajudou a fortalecer a ideia de cidades mais limpas e menos poluídas, mas também incentivou o desenvolvimento de outras iniciativas voltadas à sustentabilidade no transporte (Reportagem sobre mobilidade elétrica no Brasil, 2010).